# Kvarteret Röda Bryggan
Kvarteret Röda Bryggan (Kvarteret 3 Röda Bryggan) är ett kvarter i stadsdelen Pustervik i Göteborg. Kvarteret omges av Järntorgsgatan i väster, Pusterviksgatan i söder/öster, och Brogatan längs Rosenlundskanalen i norr. Kvarteret är namngivet efter den Röda bryggan, som användes som lastageplats, började bebyggas år 1858 och fick sitt namn år 1923. Den östra delen av kvarteret revs och ersattes med ny bebyggelse på 1980-talet. År 2016 lades en detaljplan för förändring av kvarteret fram.

## Historia
År 1807 fick Göteborgs stad kontrakt med Kronan att riva stadens befästningar för att utvidga staden inom och utanför Vallgraven. År 1850 fick staden tillstånd av Kunglig Majestät att sälja tomter vid bland annat Pustervik. Magistraten beslöt dock år 1853 att avvakta med försäljningen. Den 10 november 1857 beslöt magistraten att använda området som lastageplats och sälja tomter där. Här kom att lossas skutor och pråmar med sand och tegel, vilket lagrades på kajen, vilken i folkmun kom att kallas "röstenskaja".

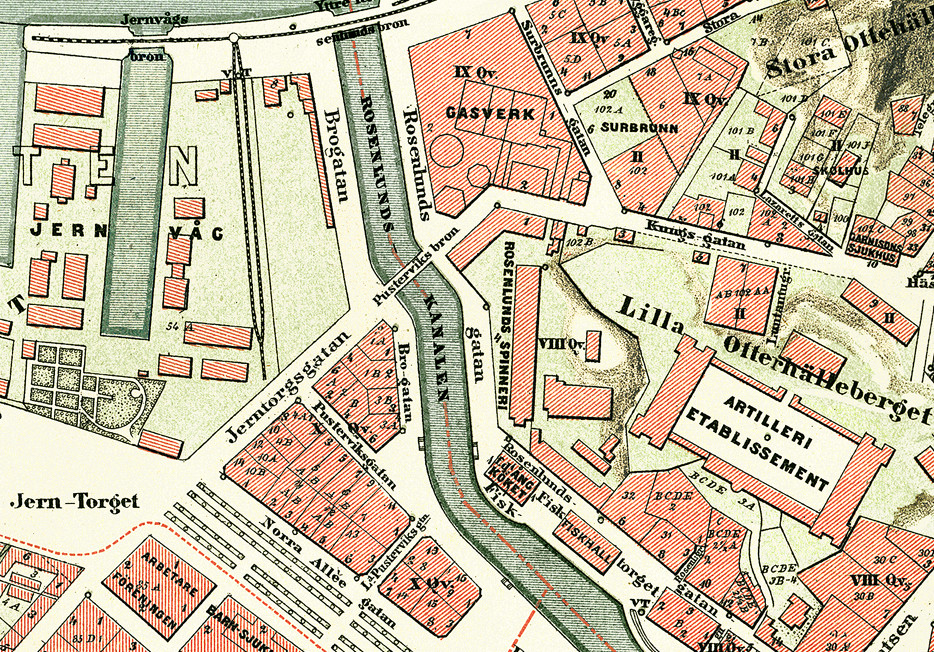
Kvarteret Röda Bryggan år 1888. Kvarteret syns i mitten av kartan, söder om Pustervikskanalen, och omges av Järntorgsgatan, Bro-gatan och Pusterviksgatan.

Tomterna i 10:e kvarteret auktionerades ut den 13 april 1858 och det stadgades att byggnaderna skulle vara av sten och uppförda inom fem år. Det var inte tillåtet att anlägga fabriker drivna med ånga där, utan det skulle vara bonings- och handelslägenheter åt gatorna. Vid auktionen såldes femton tomter, men flera av dem kom senare att delas i två delar, varvid antalet tomter kom att uppgå till 22. År 1923 genomförde Göteborgs stad en ny kvartersindelning, varvid kvarteren i Pustervik kom att erhålla namnen Regeringen, Kaponnieren och Röda Bryggan. Röda Bryggan var det första kvarteret som bebyggdes. Samtliga byggnader i kvarteret uppfördes i gult, handslaget tegel. Den östra delen av kvarteret revs och ersattes med ny bebyggelse på 1980-talet.

## Byggnader

### Järntorgsgatan 2 – Brogatan 1

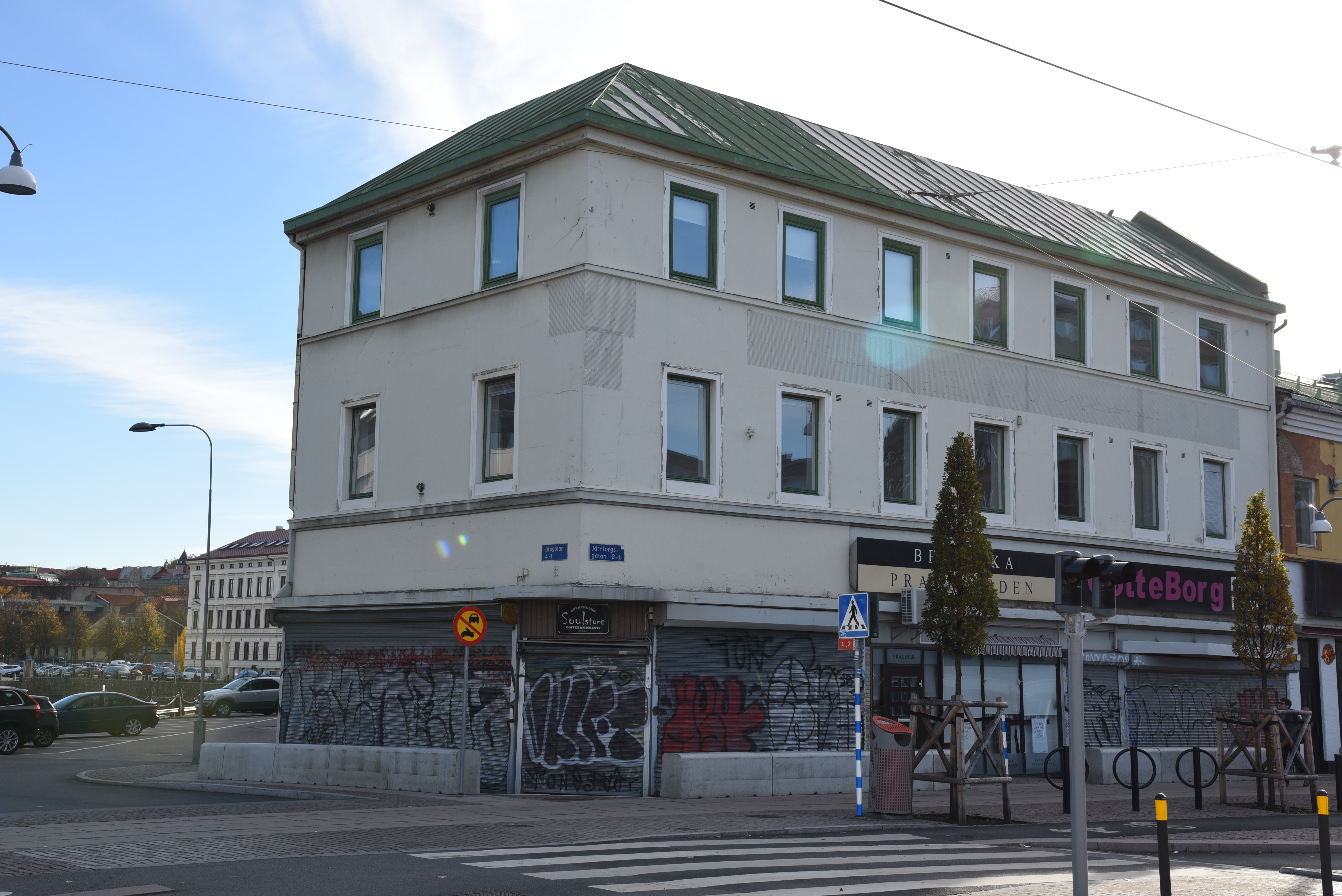
Järntorgsgatan 2–Brogatan 1 sedd från Järntorgsgatan.

Fastigheten i hörnet Järntorgsgatan 2–Brogatan 1 (Pustervik 3:7, tidigare fastighetsbeteckning Kv 10:1 A, 3 kv Röda bryggan nr 1) uppfördes i gult tegel omkring år 1860 för byggmästare Carl Uebel efter ritningar av stadsarkitekten Heinrich Kaufmann.
Tomten inköptes vid auktionen 1858 av överskulten J.T. Almroth och stadsnotarie E.F. Kullman, vilka sålde den vidare till byggmästare Uebel. Uebel sålde huset innan det var färdigbyggt och det kom sedan att byta ägare ett flertal gånger. Bland ägarna återfanns flera värdshusvärdar. Den 1 oktober 1865 fick Göteborgs Utskänknings AB monopol på brännvinsutskänkning i staden och under åren 1868–1877 drev bolaget ett värdshus i huset, men verksamheten flyttades den 1 oktober 1877 till Pusterviksgatan 6–Brogatan 4.
Den 11 april 1892 blev handelsman Max August Carlsson, far till skeppsredaren Gunnar Carlsson, ägare av fastigheten och drev speceriaffär i källarvåningen och familjen bodde i övervåningen. I oktober 1902 såldes fastigheten till handlanden Herman Olsson och bokhållaren August Andersson och firman Öhrn & Palmér kom att driva speceriaffär i lokalen, men år 1906 köpte handlanden Carl A. Berlin huset och flyttade sin beklädnadsfirma från Kungstorget. Huset genomgick en ombyggnad och butikslokalen försågs med stora skyltfönster. Fasaden putsades i samband med detta över och blev slät.
Efter Berlins död år 1927 köpte handlanden Sven Petter Gulin fastigheten av Berlins sterbhus och flyttade sin klädaffär från Rosenlundsgatan 4, där han etablerat rörelsen år 1916. Verksamheten växte och huset byggdes på med en tredje våning efter ritningar av Ivar Burman och Gunnar Wetterlundh.

### Järntorgsgatan 4 – Brogatan 2

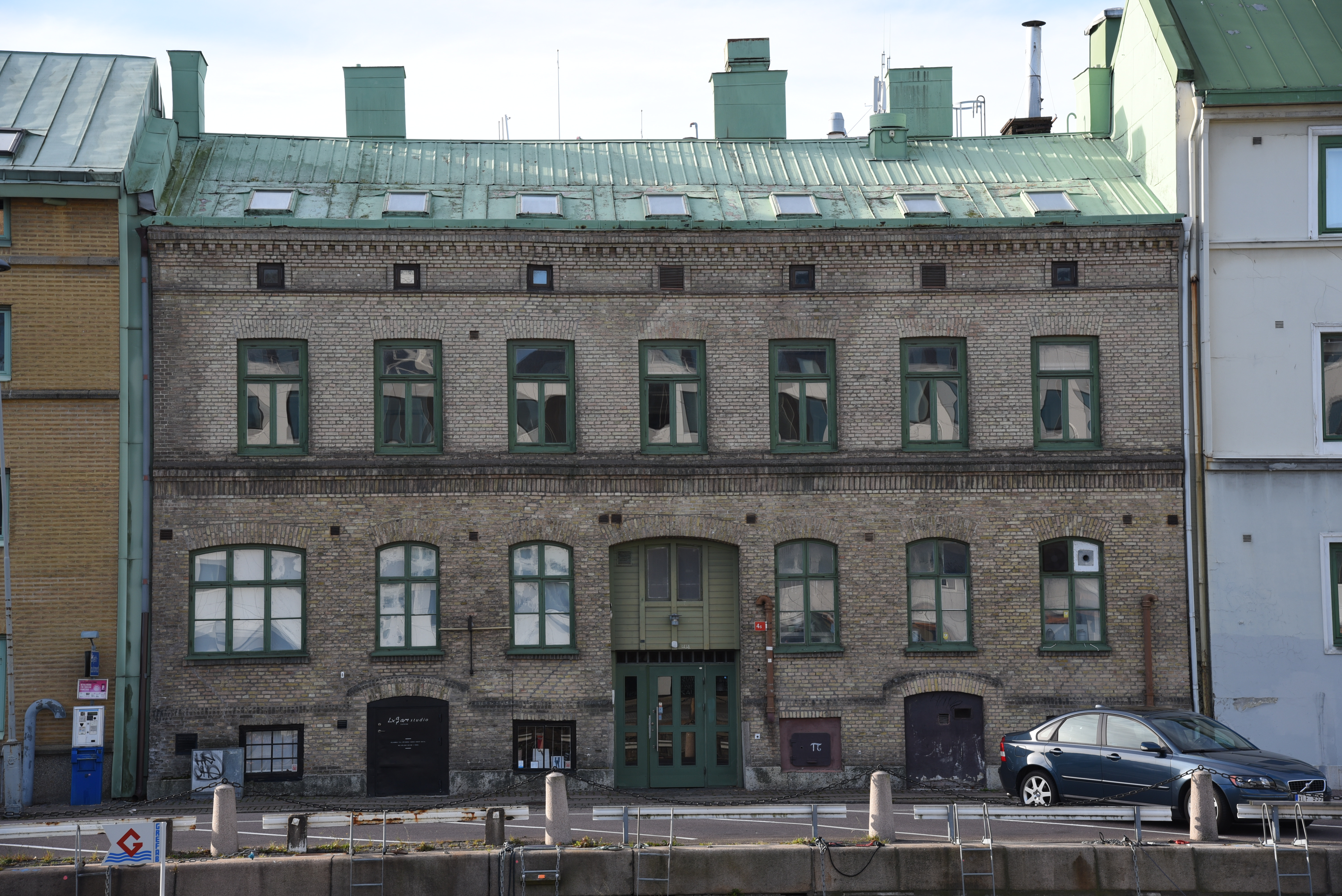
Brogatan 2.

Fastigheten Järntorgsgatan 4–Brogatan 2 (Pustervik 3:7, tidigare fastighetsbeteckning Kv 10:1 B, 3 kv Röda bryggan nr 7) uppfördes omkring år 1860 för byggmästare Carl Uebel efter ritningar av stadsarkitekten Heinrich Kaufmann. Byggnaden liknade ursprungligen grannfastigheten Järntorgsgatan 2–Brogatan 1.
Apotekaren Fredrik Christian Lundgren, som var innehavare av apoteket Lejonet i Göteborg, övertog fastigheten samma år som den uppfördes och han flyttade sin verksamhet från Landsvägsgatan till den nya byggnaden och lokalen mot Masthuggsvägen (Järntorgsgatan). År 1864 övertog apotekaren Carl Gustaf Ringström privilegierna, medan fastigheterna togs över av kronouppbördskassören Torsten Harald Landgren. År 1869 flyttade apoteket till hörnet Masthuggsvägen–Nya Allén (nuvarande Norra Allégatan 2).
Från år 1861 till den 1 november 1866 hyrde den nybildade Göteborgs Evangelisk-Lutherska Missionsföreningen en mötes- och gudstjänstlokal på övervåningen mot Brogatan. Direkt därefter hyrde metodisterna Pustervikssalen och i mars 1875 köpte de huset. Deras tryckeri "Wesleyana" förlades dit, men då verksamheten gick med förlust såldes tryckeriet och huset år 1878. Tryckeriutrustningen köptes av bolaget som utgav tidningen Bohusläningen, vilken utkom med sitt första provnummer den 28 oktober samma år. Fastigheten köptes av bokhållaren G. Lundgren, men kom redan samma år att övergå till fabrikör Pehr Ericsson. Ericsson tillverkade markiser, och firman P. Ericsson & Co kom att bli Sveriges största i branschen och ingick i Jonseredskoncernen. Frälsningsarmén hyrde Pustervikssalen av fabrikör Ericsson, först en kortare tid, och senare under åren 1885–1888. Källarfönster ersattes år 1876 med större källaröppningar och år 1877 etablerades ett bageri i källaren. På 1880-talet fanns två ölkaféer i portgången, ett på vardera sidan.
Den 12 januari 1882 höll August Palm sitt andra offentliga framträdande i Göteborg i Pustervikssalen; det första hade hållits en vecka tidigare på Södra Allégatan 9.
Fabrikör Ericsson avled år 1886 och släktingarna sålde fastigheten år 1888, varefter den kom att innehas av flera olika ägare. Ölkaféet Viken drevs av Hilda Paulsson, men övertogs år 1931 av det kommunala Vingabolaget, som senare döpte om det till Faust. År 1932 köptes fastigheten, liksom grannfastigheten Järntorgsgatan 6, av Åhlén & Holm, som etablerade ett Tempovaruhus där. År 1947 såldes hela fastigheten till Sven Gulin J:r, som ägde grannfastigheten Järntorgsgatan 2, men Tempos verksamhet var kvar i lokalerna vid Järntorgsgatan fram till år 1971. Därefter hyrdes lokalerna av järnhandelsfirman AB John Sjögren & Co. Huset Brogatan 2 byggdes om år 1980, då takfönster för ett arkitektkontor togs upp. Byggnaden anses vara exteriört välbevarad.
Järntorgsgatan 4 byggdes om år 1900 i samband med etableringen av ölkaféet, med nya entréer och fönsteröppningar, och köket etablerades i gårdshuset. Ölkaféet hade 1:a och 2:a klass, varför det fanns två entréer. År 1960 byggdes  första våningen ihop med Järntorgsgatan 2 och år 1978 överputsades den ursprungliga tegelfasaden, varvid korspostfönstren troligen ersattes med en-luftsfönster.

### Järntorgsgatan 6 – Pusterviksgatan 2

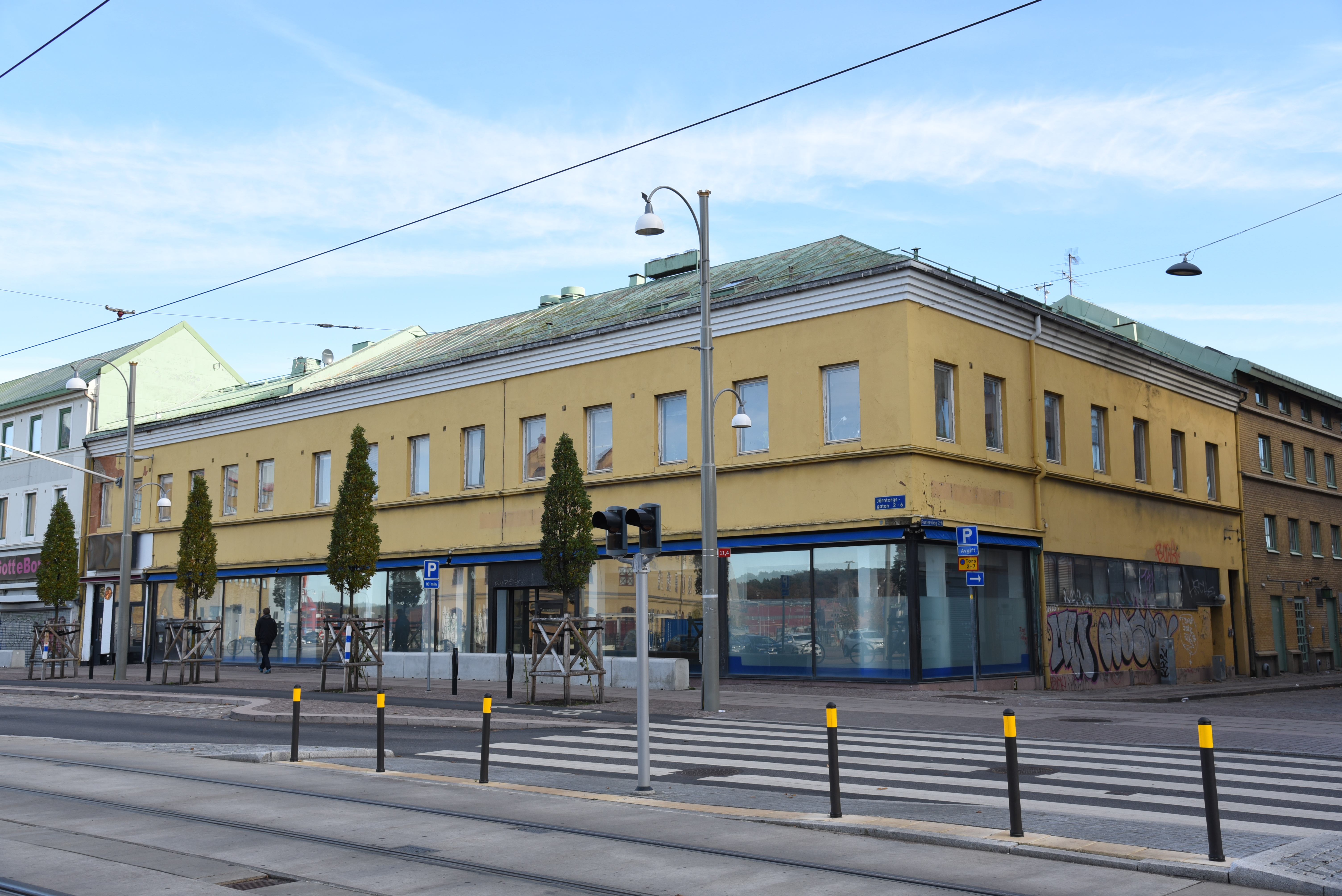
Järntorgsgatan 4-6 - Pusterviksgatan 2 sedd från Järntorgsgatan.

Fastigheten Järntorgsgatan 6–Pusterviksgatan 2 (Pustervik 3:7, tidigare fastighetsbeteckning Kv 10:2 A, 3 kv Röda bryggan nr 7) uppfördes i två våningar omkring år 1860 för byggmästare August Krüger.
Under byggnadstiden köpte handlanden Ewert Mauritz Falck fastigheten och bedrev där en cigarrfabrik och en butik för försäljning av cigarrerna. År 1882 skedde ett ägarbyte, liksom år 1897; vid det senare gjordes vissa mindre ändringar efter ritningar av Hjalmar Cornilsen. År 1911 köptes fastigheten av fabrikör Eric Andersson och handlanden Carl Emil Öhrn i firma Öhrn & Palmér, som år 1906 flyttade dit från Järntorgsgatan 2. År 1932 förvärvades fastigheten av Åhlén & Holm, liksom grannfastigheten Järntorgsgatan 4.

### Pusterviksgatan 4
Fastigheten Pusterviksgatan 4 (Pustervik 3:8, tidigare fastighetsbeteckning Kv 10:2 B, 3 kv Röda bryggan nr 5) uppfördes i två våningar omkring år 1860 av byggmästare August Krüger.
År 1861 köptes huset av konfiskationsinspektor och tullkassör Carl Anell, som kom att bo där i omkring tio år, varefter det kom att ägas av häradshövdingen Gabriel Lundgren, som avled år 1888. Hans änka donerade år 1894 fastigheten till Föreningen för bistånd åt vanföra, vilken bildats år 1885 av läkaren Olof Carlander. I föreningens lokaler fanns yrkesskola, hem för eleverna, samt klinik och poliklinik. År 1912 flyttade verksamheten till en nybyggnad vid Sahlgrenska sjukhuset i Änggården.
Möbelhandlaren G.F. Hansson köpte huset år 1912 och lät modernisera lokalerna efter ritningar av Einar W. Ohlsson. År 1925 köpte Elanders det, men redan året efter köpte Göteborgs Restaurant AB (senare Västsveriges Allmänna Restaurant AB – VARA) fastigheten och kom att använda den för bland annat tvätteri. Fastigheten ingår i den östra delen av kvarteret, som förnyades på 1980-talet.

### Pusterviksgatan 6 – Brogatan 4
Fastigheten Pusterviksgatan 6–Brogatan 4 (Pustervik 3:8, tidigare fastighetsbeteckning Kv 10:3 A, 3 kv Röda bryggan nr 4) uppfördes i två våningar omkring år 1860 för byggmästare August Krüger.
År 1861 köptes fastigheten av målare Carl August Nilsson, men kom senare att byta ägare ett par gånger. År 1877 togs den över av Göteborgs Utskänknings AB, som flyttade sitt värdshus dit från Järntorgsgatan 2–Brogatan 1. En ombyggnad skedde år 1899 efter ritningar av Ernst M. Friman. År 1939 köptes fastigheten av Västsveriges Allmänna Restaurant AB, som drev restaurangen Pustervikskällaren. Huset revs år 1983. Fastigheten ingår i den östra delen av kvarteret, som förnyades på 1980-talet.

### Brogatan 3
Fastigheten Brogatan 3 (Pustervik 3:8, tidigare fastighetsbeteckning Kv 10:3 B, 3 kv Röda bryggan nr 3) uppfördes år 1858 för byggmästare August Krüger.
Huset köptes år 1861 av barberare A. Rickhauer, som drev en rakstuga där. År 1873 köptes det av sjökapten Tycho Roberg, som grundade sin rörelse där år 1876, vilken kom att bli en av Göteborgs ledande speditionsfirmor. Han avled år 1879, men firman leddes fram till år 1895 av änkan Frederique Roberg. Från år 1892 kom fastigheten att byta ägare åtskilliga gånger. År 1961 köptes den av Åhlen & Holm och år 1971 av Sven Gulin, varvid den hyrdes ut till Sjögrens järnhandel. Fastigheten ingår i den östra delen av kvarteret, som förnyades på 1980-talet.
I huset fanns under många år Göteborgs trätoffelfabrik och på fasaden stod det målat TRÄTOFFLOR, där den andra bokstaven T var snedställd.

## Detaljplan 2016
I juni 2016 lades samrådshandling för ny detaljplan för kvarteret Röda Bryggan fram. Enligt detaljplanen skall byggnaden från 1980-talet i kvarterets östra del byggas på med två våningar, medan byggnaderna i den västra delen rivs och ersätts med nya i fem till sju våningar. Huset vid Brogatan 2 bevaras. I kvarteret skall byggas bostäder, kontor och lokaler.